# مگس‌های شمشیری
مگس‌های شمشیری (نام علمی: Machaerium) نام یک سرده از راسته مگس است.